# 福田真知子
福田 真知子（ふくだ まちこ、1975年9月12日 - ）は広島県を中心に活躍するローカルタレント。広島県出身。

## 人物・経歴
- 広島県内の高校3年生だった1993年9月、TBSラジオ主催の第1回シンデレラドリームオーディションに合格。10月からスタートした同局の深夜番組「シンデレラドリーム ミッドナイト☆パーティー」（以下「ミッドナイト☆パーティー」と略す）の金曜深夜（土曜未明）担当でデビューした。
普通は広島から上京して番組を行うが、広島県内の高校に通学していたため、定期試験などの場合は広島の中国放送（RCC）のスタジオから裏送りという形で番組を進行した。
地元広島出身であったことから、原爆のことなども話題にした。翌年1994年2月、大学進学のため僅か5ヶ月で降板、前年末の潮まきこに続く早いミッドナイト☆パーティーシンデレラ卒業となった。

- それから6年後の2000年頃（つまり大学卒業後）に、NHK広島放送局の契約アナウンサーとなり、「夕べのひととき」や「おはようちゅうごく」などを務めた。ほとんどが広島県や中国地方ローカルだったが、たまには「西日本の旅」で近畿地方以西の地方で、また「日本列島ふるさと発」で衛星放送（BS）ながら全国放送に出演した。
2003年からは中国放送に移り、「本名正憲のきょうもゴゴイチ」のアシスタントなどを務めたが、広島県内のみの放送だったため、同県周辺以外でお目（お耳）にかかることはほぼ無くなった。2004年夏の番組降板を最後に同局を去った。その後の活動状況は不明。

## 出演番組
- シンデレラドリーム ミッドナイト☆パーティー（TBSラジオ・1993年10月～1994年2月）
  - 金曜深夜（24:00～27:00・土曜午前0:00～3:00）担当だったが、広島RCCからの放送の場合は26:00（同2:00）まで（あとの1時間は"番外戦"として当時レギュラーでないM☆Pシンデレラが登場した）。
- ラジオ図書館（TBSラジオ・1993年～1994年）
- 夕べのひととき（NHKFM（中国地方のみ）・2000年～2003年3月）　中国地方ローカル
- NHKニュースおはよう日本内「おはようちゅうごく」（NHK総合（中国地方のみ）・2000年～2003年3月）　土曜のみ
- 西日本の旅（NHK総合（近畿以西の西日本）・2000年～2003年）　広島県の時のみ出演
- 日本列島ふるさと発（NHK衛星第1・2000年～2003年3月）
- 本名正憲のきょうもゴゴイチ（RCCラジオ・2003年3月～2004年6月）
- 真知子の2004年とっておき流行通信（RCCラジオ・2004年1月）
- 文憲の音楽見聞録（RCCラジオ・2004年4月～6月）